# Elston Turner (1959)
Elston Howard Turner (Knoxville, 10 giugno 1959) è un ex cestista e allenatore di pallacanestro statunitense, professionista nella NBA, in Spagna, Italia e Grecia.
Anche il figlio Elston è un cestista professionista.

## Carriera
È stato selezionato dai Dallas Mavericks al secondo giro del Draft NBA 1981 (43ª scelta assoluta).